# Антроподемон
Антроподемон е термин, с който се означава междинен статус между човешката и божествената същност, или обожествен човек. Произлиза от гръцките άνθρωπος (човек) и δαίμων (бог). Такова определение получават някои герои в древноелинските митове или култове.
В антроподемон се превръща легендарният тракийски цар Резос според едноименната трагедия на Псевдо-Еврипид (ст. 967-971) – "За мене занапред той ще бъде като мъртъв и невиждащ светлината: нито ще се върне в предишния си образ, нито ще види някога лицето на майка си, а ще лежи, вперил поглед в светлината на деня, превърнат в антроподемон и скрит в пещерите на земята със сребърни жили..." 
Вероятно като антроподемон е бил мислен т. нар. Тракийски конник, понеже в надписите към оброчните плочки с негово изображение е наричан както „Херос“ (герой), така и „Теос“ (бог).